# Poliarny
Poliarny (en russe : Полярный, ce qui signifie « polaire ») est une ville fermée de l'oblast de Mourmansk, en Russie. Sa population s'élevait à 17 605 habitants en 2019.

## Géographie
Poliarny est située sur la péninsule de Kola, à l'extrémité occidentale du fjord de Mourmansk. Poliarny se trouve à 33 km au nord de la ville de Mourmansk.

## Histoire
La cité est fondée en 1896 sous le nom d'Alexandrovsk (Александровск), ce qui en fait une des plus anciennes villes de la péninsule de Kola. Alexandrovsk reçoit le statut de ville en 1899 et est renommée Poliarny le 19 septembre 1939.
Un premier chantier naval y est établi en 1935. Il est utilisé pendant la Seconde Guerre mondiale, puis agrandi et devient le chantier naval no 10 — Chkval, en août 1950. À la fin des années 1950, il commence à assurer la maintenance des sous-marins nucléaires de la Flotte du Nord de l'Union soviétique. Il est aussi connu sous le nom de Chantier Poliarninski et employait 3 000 personnes en 2002.
La plus grande catastrophe en nombre de victimes de la  marine soviétique a lieu le 11 janvier 1962 quand un incendie se déclare dans le compartiment des torpilles du sous-marin diesel B-37 (projet 641, code OTAN Classe Foxtrot) de la flotte du Nord, amarré à la base de Poliarny. L'explosion qui s'ensuit est suffisamment puissante pour propulser la proue du bateau jusqu'à la timonerie. Le sous-marin diesel C-350 (projet 633, Classe Romeo) qui était présent à côté de la jetée est également endommagé et est partiellement coulé. Cent vingt-deux personnes sont tuées sur les navires et sur la jetée 
Les sous-marins soviétiques - aujourd'hui russes - en fin de service, sont désarmés à Poliarny, en attendant l'enlèvement de leur combustible nucléaire et leur démolition.

## Population
Recensements (*) ou estimations de la population
| 1910 | 1916  | 1926* | 1939* | 1959*  | 1970*  |
| ---- | ----- | ----- | ----- | ------ | ------ |
| 524  | 1 111 | 408   | 7 068 | 11 354 | 15 321 |

| 1979*  | 1989*  | 2002*  | 2010*  | 2012   | 2013   |
| ------ | ------ | ------ | ------ | ------ | ------ |
| 20 015 | 27 635 | 18 552 | 17 293 | 17 383 | 17 128 |

| 2014   | 2015   | 2016   | 2017   | 2018   | 2019   |
| ------ | ------ | ------ | ------ | ------ | ------ |
| 17 053 | 17 070 | 17 296 | 17 568 | 17 650 | 17 605 |

## Illustrations

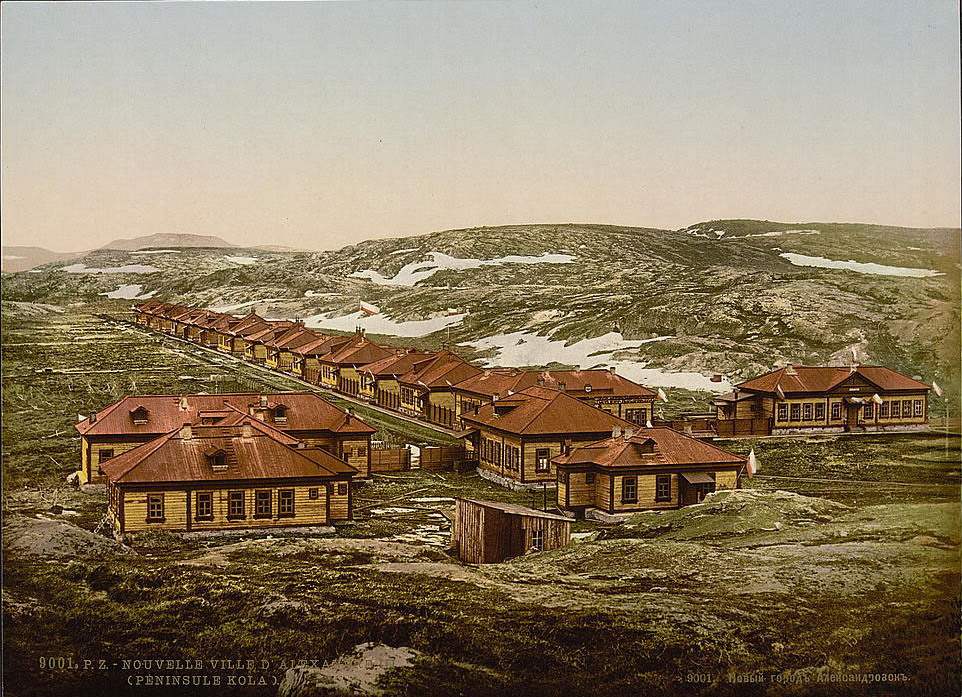
Alexandrovsk au début du XXe siècle
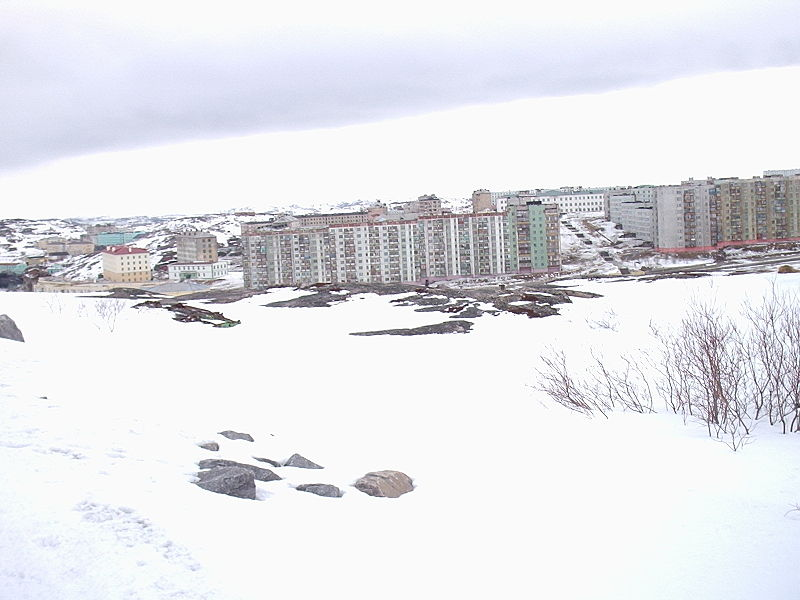
Poliarny aujourd'hui
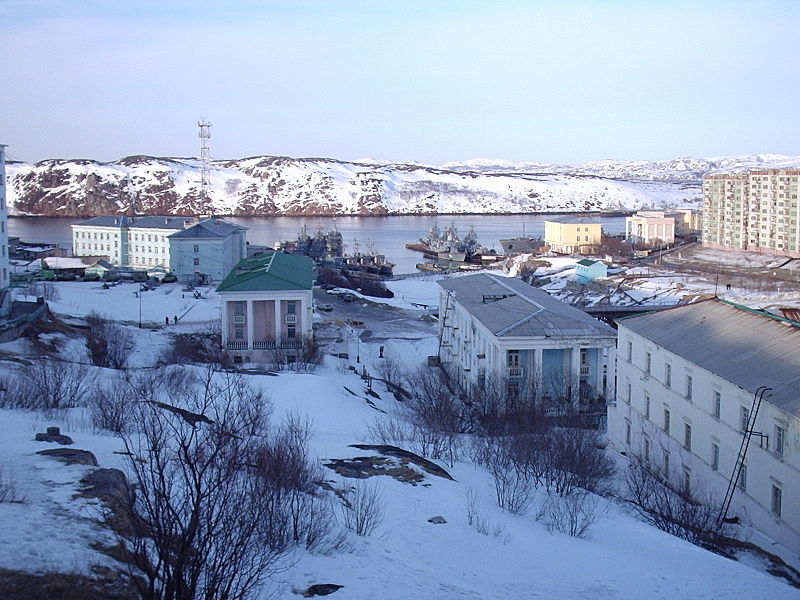
Poliarny vue des hauteurs